# Dieffenbachia herthae
Dieffenbachia herthae är en kallaväxtart som beskrevs av Friedrich Ludwig Diels. Dieffenbachia herthae ingår i släktet prickbladssläktet, och familjen kallaväxter. Inga underarter finns listade.